# Philipp Karl Franz (Arenberg)

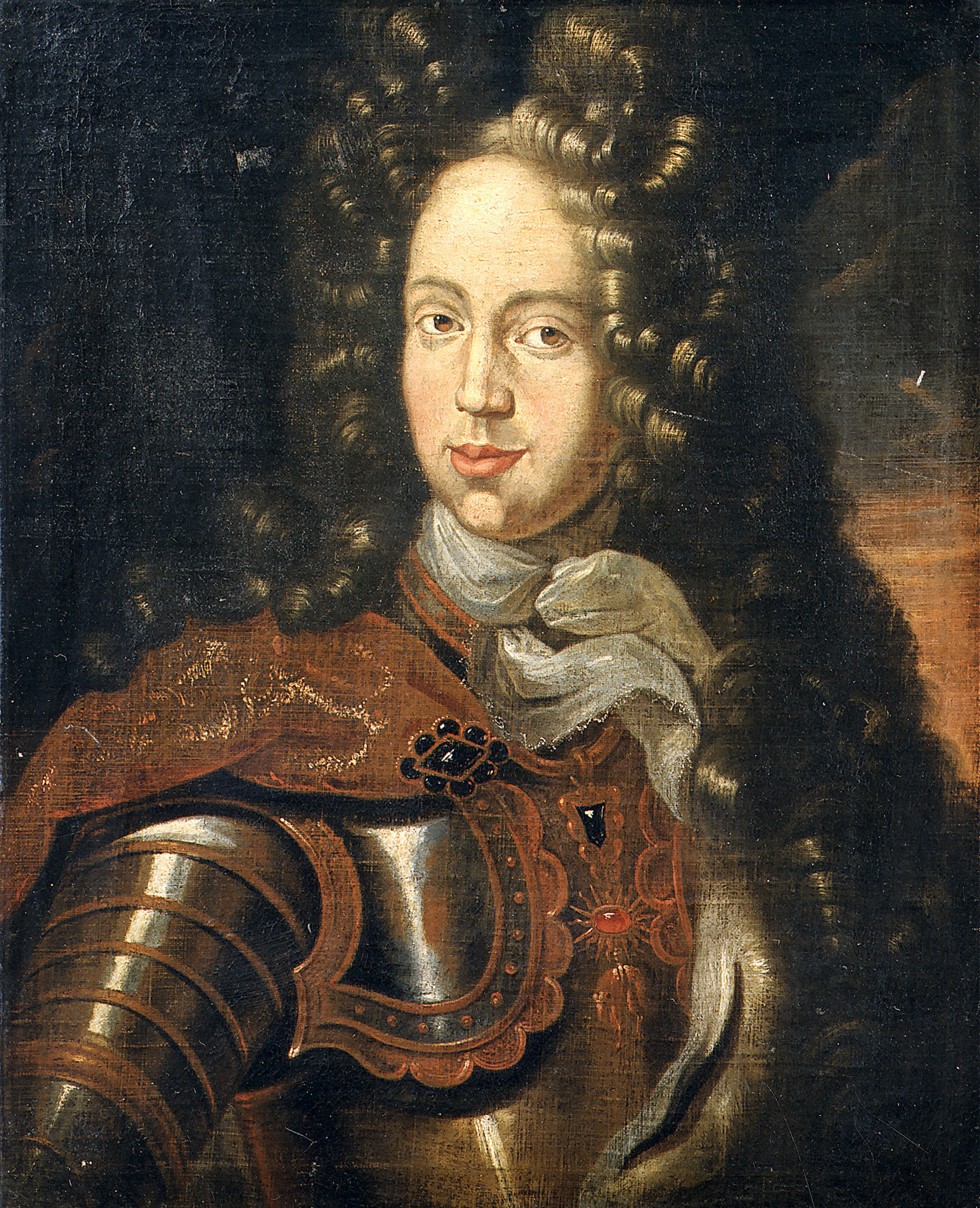
Philipp Karl Franz von Arenberg

Philipp Karl Franz von Arenberg (französisch Philippe Charles François d’Arenberg; * 10. Mai 1663; † 25. August 1691 in Peterwardein) war der dritte Herzog von Arenberg und neunter Herzog von Aarschot sowie Oberhaupt des Hauses Arenberg. Er diente als Oberstfeldwachtmeister in der kaiserlichen Armee.

## Leben
Seine Eltern waren Karl Eugen von Arenberg (1633–1681) und dessen Ehefrau Maria Theresia Henriette de Cusance (1624–1701).
Bereits im Alter von fünfzehn Jahren wurde ihm 1678 vom Generalgouverneur der Spanischen Niederlande Herzog Carlos de Gurrea das Kommando über ein deutsches Infanterieregiment übertragen. Im Jahr 1678 übernahm er das Kommando über ein Kavallerieregiment. Karl II. ernannte ihn im selben Jahr zum Hauptmann einer Gardeeinheit. Seit 1685 war er Ritter des Golden Vlies. Wie sein Vater war er Grand-Bailli und Generalkapitän des Hennegau. Arenberg wechselte 1691 als Oberstfeldwachtmeister in die kaiserliche Armee über. In den Türkenkriegen kämpfte er in der Schlacht bei Slankamen (19. August 1691) gegen die Osmanen. Er wurde verwundet und verstarb ein paar Tage später an den Folgen seiner Verletzungen.

### Familie
Er heiratete am 12. Februar 1684 Maria Henrietta del Carretto, Marquise von Grana und Savona (* 20. September 1671; † 22. Februar 1744). Das Paar hatte zwei Kinder:
- Leopold Philipp (* 14. Oktober 1690; † 4. März 1754), Feldmarschall ⚭ Maria Francisca Pignatelli, Gräfin von Egmont (1696–1766)
- Maria Anna (* 31. August 1689; † 24. April 1736) ⚭ 1707 François Eugen de La Tour d’Auvergne (1675–1710), Schwiegereltern von Johann Christian von Pfalz-Sulzbach